# أندريا جيونتا
اندريا جراسييلا جيونتا (مواليد 5 مايو 1960) مؤرخة فنية أرجنتينية وأستاذة وباحثة وأمينة فنية.

## سيرة شخصية
أكملت أندريا جيونتا دراستها الثانوية في معهد تييرا سانتا والمدرسة العليا العادية في بوينس آيرس.